# 堀本惠美子
堀本 惠美子（ほりもと えみこ、1947年 - ）は、日本の美術家。東京都生まれ。東京都立豊多摩高等学校、東京女子大学短期大学部教養科卒業、武蔵野美術学園修了、日本美術家連盟会員、国際平和展日本事務局代表、東京Ⅲゾンタクラブ会員。

## 経歴
祖父と父は能面師。
1980年より国内外の美術館・百貨店（三越・髙島屋・小田急デパート・丸善・阪急・松坂屋他）･ギャラリーなどの個展開催は110回以上。
1982年日仏現代美術展（パリ）、1991年サージマルジス賞受賞展（ニューヨーク）、2002年～2003年フランス･パリ及びナントで個展。コソボへ行くきっかけとなる。
2003年～2005年日本人として初めて、国連軍主催で、コソボ（旧ユーゴスラビア）の主要3大都市において「コソボ国際平和展“宇宙の愛のメッセージ”堀本惠美子展」を開催。芸術を通して紛争地域における文化交流事業を初めて成功させる。
その功績は日本の外務省のホームページに紹介される。その後、フランス・コソボ・日本各地で「国際平和展」を15回以上開催。
2010年 ジュネーブアートフェア（スイス）、韓国国際アートフェア（KIAF）(韓国)
2012年 ロシア・ハバロフスクにおいて、「第1回環太平洋国際アートフェスティバル」にて、最優秀賞を受賞。
2013年「第2回環太平洋国際アートフェスティバル」審査員、その後、審査委員長に選ばれる。
ロシア極東国立人文大学にて、個展及び講演及び美術の記念授業を行う。
2014年5月13日～18日 日本とロシアを結ぶ「環太平洋国際アートフェスティバル」カルチャー・エクスチェンジ・オーガナイザー。ハバロフスクより、前年のフェスティバル上位入賞者・関係者30名が来日、作品展示や美術の交換授業、文化交流などを各地で行い、その後も日露で行う。ロシアの極東地域と日本の架け橋として展覧会を10回以上開催。
2017年7月ハバロフスク・グロデコフ美術館で個展が開催され約7000人が来館。
記念講演が開催されテレビ･新聞、ネットで紹介される。美術館に作品が収蔵される。
2018年「ロシア極東地域文化交流ネットサイト」で『堀本惠美子の絵画世界No.1絵と詩No.2』が制作される。
2019年5月より『月刊ギャラリー』で堀本惠美子エッセイ『「宇宙の愛のメッセージ」へ　ようこそ』の連載が開始される。
大宇宙の光や、天上の世界のエネルギーの流れ（Current）を表現する
“宇宙の愛のメッセージ”の30年に及ぶシリーズは、観る者に“やすらぎ”と“生きるエネルギー”を人々に与えるとして、美術雑誌などで「魂の宇宙芸術」として評される。
『生きのびるアート』～目と手がひらく人間の未来～中村英樹著（法政大学出版局）に堀本惠美子作品掲載。
ギリシア・テッサロニキ市美術館、国立コソボ美術館、佐久市立近代美術館、たましん歴史・美術館など各国美術館・公共施設、病院などに作品が多数収蔵。

[参照: 公式サイト堀本惠美子　www.space-ao.com]

## 出版
- 谷川俊太郎詩･堀本惠美子画 詩画集『青は遠い色』（玲風書房）
- 堀本惠美子画詩集『やすらぎの青　祈りの青』（青春出版社）
- 堀本惠美子　絵とエッセイ『宇宙の愛の讃歌』英語対訳付き（（株）ギャラリーステーション）